# Laeliolina
Laeliolina is een geslacht van vlinders van de familie spinneruilen (Erebidae), uit de onderfamilie Lymantriinae.

## Soorten
- L. griveaudi Viette, 1984
- L. paetula Hering, 1926
- L. rubra Griveaud, 1977